# لئون بیلی
لئون بیلی باتلر (انگلیسی: Leon Bailey Butler؛ زادهٔ ۹ اوت ۱۹۹۷) یک بازیکن فوتبال اهل جامائیکا است که در پست وینگر برای استون ویلا در لیگ جزیره  بازی می‌کند.
وی همچنین در تیم ملی فوتبال جامائیکا بازی کرده است.
بیلی بهترین بازیکن جوان فوتبال بلژیک در فصل ۱۶–۲۰۱۵ شد.